# الفرقة الأولى (الرايخسفير)
كانت الفرقة الأولى وحدة من وحدات الرايخسفير (بالألمانية: Reichswehr) وهي القوات المسلحة الألمانية خلال فترة جمهورية فايمار.

## التشكيل
في الأمر المؤرخ 31 يوليو 1920 الخاص بتخفيض الجيش (للامتثال للحدود العليا لحجم الجيش المحددة في معاهدة فرساي)، تم تحديد أنه في كل منطقة عسكرية (Wehrkreis)، سيتم إنشاء فرقة بحلول الأول من أكتوبر 1920. في يناير 1921 تشكلت الفرقة الأولى من لوائي الرايخسفير 1 و20 ( Reichswehr-Brigaden 1 and 20)، وكلاهما كانا جزء من الجيش الانتقالي السابق (Übergangsheer) .

## التنظيم
وقد تشكلت من 3 أفواج مشاة، وهي:
- فوج المشاة الأول (البروسي)
- فوج المشاة الثاني (البروسي)
- فوج المشاة الثالث (البروسي)

كما تضمنت:
- فوج المدفعية الأول (البروسي)
- كتيبة هندسية
- كتيبة الإشارات
- كتيبة النقل
- كتيبة طبية

وكانت تابعة لقيادة المجموعات 1 (Gruppenkommando 1).
كان قائد المنطقة العسكرية هو قائد الفرقة الأولى في نفس الوقت.

## قادة الفرقة[5]
- الجنرال المشاة يوهانس فون داسيل 1 أكتوبر 1920 حتى 31 أكتوبر 1923
- الجنرال فيلهلم هاي من 1 نوفمبر 1923 حتى 31 أكتوبر 1926
- الجنرال المشاة فريدريش فريهر فون إيسبيك من 1 نوفمبر 1926 حتى 30 سبتمبر 1929
- الجنرال المشاة فيرنر فون بلومبرج من 1 أكتوبر 1929 إلى 30 يناير 1933
- الجنرال فالثر فون براوتشيتش 1 فبراير 1933 حتى 1 أكتوبر 1934.

## قادة المشاة[6][7]
- الفريق يوهانس إيرهارت (1 أكتوبر 1920-1 يناير 1922)
- الفريق هوغو فان دن بيرغ (11 يناير 1922-31 يناير 1924)
- اللواء روبرت بوركنر (1 فبراير 1924 - 19 مارس 1925)
- اللواء هيرمان نيثامر (19 مارس 1925-31 يناير 1928)
- اللواء ألبرت فيت (1 فبراير 1928 - 31 يناير 1929)
- اللواء كورت فيشر (1 فبراير 1929 - 31 أكتوبر 1930)
- الفريق كارل هيلد (1 نوفمبر 1930-30 سبتمبر 1931)
- الفريق كارل فون روك (1 أكتوبر 1931 - 31 يناير 1933)
- اللواء غونتر فون نيبلشوتز (1 فبراير 1933 - 15 أكتوبر 1935)

## الحاميات
وكان مقر الفرقة في كونيغسبرغ، وقائد المشاة الأول في أولشتين Olsztyn (بولندا)، بالألمانية ألِنشتَاين Allenstein، وقائد المدفعية الأول في كونيغسبرج